# Tulen Kabiłow
Tulen Kabiłow (ros. Тулен Кабилов, ur. 1917 w aule Asy-Saga obecnie w obwodzie ałmaackim, zm. 10 kwietnia 1945 k. Królewca) – radziecki wojskowy narodowości kazachskiej, sierżant, uhonorowany pośmiertnie tytułem Bohatera Związku Radzieckiego (1945).

## Życiorys
Urodził się w kazachskiej rodzinie chłopskiej. Wcześnie został osierocony, wychowywał się w rodzinie starszej siostry. Miał wykształcenie niepełne średnie, po ukończeniu kursów w Ałma-Acie pracował jako rachmistrz w kołchozie. Od 1940 należał do WKP(b). W 1942 został powołany do Armii Czerwonej, od maja 1942 uczestniczył w wojnie z Niemcami. Walczył pod Stalingradem, nad Donem i na Lewobrzeżnej Ukrainie oraz w krajach bałtyckich. W 1945 był dowódcą drużyny 72 gwardyjskiego pułku piechoty 24 Gwardyjskiej Dywizji Piechoty 43 Armii 3 Frontu Białoruskiego w stopniu sierżanta. 8 kwietnia 1945 brał udział w szturmie Królewca, podczas którego zniszczył granatem karabin maszynowy wroga. 10 kwietnia podczas odpierania kontrataku wroga trafił granatem działo samobieżne wroga, jednak sam zginął.

## Odznaczenia
- Złota Gwiazda Bohatera Związku Radzieckiego (pośmiertnie, 19 kwietnia 1945)
- Order Lenina (pośmiertnie, 19 kwietnia 1945)
- Order Czerwonej Gwiazdy
- Order Sławy III klasy
- Medal za Odwagę (dwukrotnie)

I inne.